# دانیل دوم
دانیل دوم (انگلیسی: Daniel Doom؛ زادهٔ ۲۸ نوامبر ۱۹۳۴) دوچرخه‌سوار اهل بلژیک است.